# Покорны, Милослав
Милослав Покорны (чеш. Miloslav Pokorný; 5 октября 1926, Прага — 8 ноября 1948, Ла-Манш) — чехословацкий хоккеист, защитник, выступавший за команду «ЛТЦ Прага» и национальную сборную Чехословакии. Чемпион мира и Европы 1947 года, серебряный призёр зимних Олимпийских игр в Санкт-Морице. Член Зала славы чешского хоккея (с 6 мая 2010 года). Трагически погиб в авиакатастрофе над проливом Ла-Манш 8 ноября 1948 года вместе с еще 5 чехословацкими хоккеистами. Заслуженный мастер спорта Чехословакии (1968, посмертно).

## Биография
Милослав Покорны родился 5 октября 1926 года в Праге. С 10 лет играл за юниорские команды славного клуба «ЛТЦ Прага». В 1945 году дебютировал в чемпионате Чехословакии за команду «Подоли Прага», осенью 1946 года вернулся в ЛТЦ, с которым дважды выиграл чемпионат Чехословакии. Перед сезоном 1948/49 перешёл в другой пражский клуб, АТК, за который так и не провёл ни одного матча.
С 1946 по 1948 год Покорны выступал за национальную сборную Чехословакии по хоккею. В 1948 году он стал серебряным призёром зимних Олимпийских играх в Санкт-Морице. В 1947 году стал чемпионом мира и Европы.
Перед началом сезона 1948/49 чехословацкие хоккеисты проводили подготовительные матчи во Франции. После игры в Париже с французским клубом «Расинг», шесть хоккеистов (из них пятеро чемпионов мира 1947 года), в том числе Милослав Покорны, летели частным самолётом в Лондон для участия в нескольких матчах в Великобритании. 8 ноября 1948 года их самолёт упал над проливом Ла-Манш. Покорны (которому за месяц и 3 дня до трагедии исполнилось 22 года) и все его партнёры по клубу и сборной трагически погибли.
6 мая 2010 года был принят в Зал славы чешского хоккея.

## Достижения
- Чемпион мира (1947)
- 2-кратный чемпион Европы (1947—1948)
- Серебряный призёр Олимпийских игр (1948)
- 2-кратный чемпион Чехословакии (1947—1948)
- 2-кратный победитель Кубка Шпенглера (1946—1947)

## Статистика
- Чемпионат Чехословакии — 13 игр, 3 шайбы
- Сборная Чехословакии — 19 игр, 4 шайбы
- Всего за карьеру — 32 игры, 7 шайб